# Abovce
Abovce es un municipio del distrito de Rimavská Sobota en la región de Banská Bystrica, Eslovaquia, con una población estimada a final del año 2017 de 625 habitantes. 
Se encuentra ubicado al este de la región, en la cuenca hidrográfica del río Sajó —un afluente derecho del río Tisza— y cerca de la frontera con la región de Košice y con Hungría.

## Demografía
| Año        | 1994 | 2004     | 2014    | 2024    |
| ---------- | ---- | -------- | ------- | ------- |
| Población  | 563  | 626      | 624     | 612     |
| Diferencia |      | +11,19 % | −0,31 % | −1,92 % |

| Año        | 2023 | 2024    |
| ---------- | ---- | ------- |
| Población  | 637  | 612     |
| Diferencia |      | −3,92 % |